# Fuyuka Ōura
Fuyuka Ōura (大浦 冬華?, Ōura Fuyuka; Sapporo, 13 gennaio 1978) è una doppiatrice giapponese.

## Ruoli come doppiatrice

### ONA
- Fastening Days - Yoji

### TV anime
- Aishiteruze Baby - Mai Motoki
- Animal yokochō - Takeru, Kotaro Matsuzaki
- Basquash! - Thousand
- Battle Spirits - Dan il Guerriero Rosso - Dan Bashin
- Battle Spirits - Brave - Dan Bashin
- Chrome Shelled Regios - Naruki Gelny
- Clannad - Tomoya Okazaki (bambino)
- Fairy Tail - Eve Thearm, Angel, Yukino Aguria, Sting Eucliffe da bambino
- Gakuen Alice (Alice Academy) - Yuu Tobita
- Higurashi no Naku Koro ni - Miyoko Tanashi
- Jigoku shōjo - Hotaru Meshiai
- Mamoru-kun ni Megami no Shukufuku o!-Yōko Kirishima
- Major - Toshiya Satou
- Mega Man Star Force - Geo Stelar
- Mega Man Star Force Tribe - Geo Stelar
- The Prince of Tennis - Tomoka Osakada
- Pandora Hearts - Vincent Nightray (Child)
- Princess Resurrection - Hiro Hiyorimi
- Ryūsei no Rockman - Subaru Hoshikawa
- Seikon no Qwaser- Jita Phrygianos
- Strawberry Panic - Sakiko Minase
- Twin Spica - Kei Ōmi
- To Love-Ru - Ren/Run Elsie Jewelria
- Toradora! - Madre di Taiga
- Umineko no naku koro ni - Lambdadelta

### Videogiochi
- Armored Core: Last Raven - Principal
- Azur Lane - SN Gangut
- Eledees - Ana
- Enchanted Arms - Honoka
- Fairy Tail (videogioco 2020) - Yukino Aguria
- Higurashi: When They Cry - Miyo Takano (bambina)
- Mega Man Star Force 2: Zerker × Ninja/Zerker × Saurian - Geo Stelar
- Mega Man Star Force 3: Black Ace/Red Joker - Geo Stelar
- Project X Zone 2 - Natsu
- Soulcalibur V - Natsu
- Star Ocean: Second Evolution - Chisato Madison
- Star Ocean: The Second Story R - Chisato Madison
- Suikoden V - Lun, Eresh, Alenia
- Trauma Center: Second Opinion - Cybil Myers
- Umineko: When They Cry - Lambdadeita
- Umineko: Golden Fantasia - Lambdadeita